# Seuls sont les indomptés
Pour plus de détails, voir Fiche technique et Distribution.
Seuls sont les indomptés (Lonely Are the Brave) est un film américain de David Miller, sorti en 1962. C'est l'adaptation du roman The Brave Cowboy (en) d'Edward Abbey (1956), faite par le scénariste Dalton Trumbo.
L'histoire se déroule durant les années 1960 au Nouveau-Mexique. L'acteur Kirk Douglas y joue le rôle principal du cow-boy John W. Burns, qui ne veut pas se soumettre aux contraintes du monde moderne. De tous ses films comme acteur, c'est le film préféré de Kirk Douglas.

## Synopsis
Au cours des années 1960, et après une longue absence, John W. Burns, dit « Jack » est de retour au Nouveau-Mexique pour revoir Jerri, l'épouse de son ami Paul Bondi dont il a appris l'incarcération. Jack se déplace toujours à cheval, signe de son insoumission aux diktats du monde moderne, et vit de petits boulots comme vacher.
Chez les Bondi, tout ne va pas pour le mieux, car Paul est effectivement en prison pour avoir aidé des immigrés clandestins mexicains à s'installer aux États-Unis ; Jerri est très inquiète. Elle aspire à une vie tranquille, et voudrait que son mari cesse de vivre perpétuellement en conflit avec la société, à l'instar de Jack. Jerri et Jack s'étant aimés autrefois avant que celle-ci n'épouse Paul, une grande affection subsiste entre eux, bien que Jerri désapprouve l'irréductible marginalité de Jack.
À l'issue d'une bagarre dans un bar, Jack en profite pour provoquer son arrestation afin de retrouver Paul en prison et s'évader ensemble. Mais Paul lui dit qu'il souhaite purger sa peine, ce qui lui permettrait enfin de vivre en toute légalité avec sa famille après sa libération.
Jack réussit à s'échapper de la prison en compagnie de deux Mexicains, puis va se réfugier, seul avec sa jument (indomptée comme lui) dans les montagnes chères à son cœur afin de rejoindre le Mexique. Le shérif Johnson Walter reçoit l'ordre de l'arrêter. Bien qu'éprouvant dans le fond de la sympathie pour ce fier et sauvage cow-boy, l'homme de loi est bientôt sur ses traces avec toute son équipe de policiers et un hélicoptère.

## Fiche technique
- Titre original : Lonely Are the Brave[b],[1]
- Titre français : Seuls sont les indomptés
- Réalisation : David Miller
- Assistants réalisateur : Tom Shaw, David Silver et Ray Taylor Jr. (non crédité)
- Scénario : Dalton Trumbo d’après le roman d’Edward Abbey, The Brave Cowboy (en) (1956)
- Production : Edward Lewis
- Producteur exécutif : Kirk Douglas (non crédité)
- Direction artistique : Alexander Golitzen et Robert Emmet Smith
- Décors : George Milo
- Maquillage : Dave Grayson et Bud Westmore
- Coiffure : Larry Germain
- Photographie : Philip H. Lathrop
- Son : Waldon O. Watson, Frank H. Wilkinson, James R. Alexander (non crédité), James Curtis (non crédité) et Arthur B. Smith (non crédité)
- Montage : Leon Barsha assisté de Michael Douglas (non crédité)
- Musique : Jerry Goldsmith
- Société de production : Joel Productions
- Sociétés de distribution : Universal Pictures (États-Unis), Universal Pictures International (France)
- Pays de production :  États-Unis
- Langues : anglais, espagnol
- Format : 35 mm — noir et blanc — 2.35:1 Panavision — son monophonique (Westrex Recording System)
- Genre : drame
- Durée : 107 minutes
- Dates de sortie :
  - États-Unis : 24 mai 1962
  - Canada : 13 juin 1962
  - France : 29 août 1962
- (fr) Classifications CNC : tous publics, Art et Essai (visa d'exploitation no 26354 délivré le 13 juillet 1962)

## Distribution
- Kirk Douglas (VF : Roger Rudel) : John W. Burns, dit « Jack »
- Gena Rowlands (VF : Gisèle Frank) : Jerri Bondi
- Walter Matthau (VF : René Arrieu) : le shérif Morey Johnson
- Michael Kane (VF : Raymond Loyer) : Paul Bondi
- Carroll O'Connor : Hinton, le conducteur du camion
- George Kennedy (VF : Jean-Henri Chambois) : le sherif-adjoint Gutierrez
- William Schallert (VF : Serge Lhorca) : Harry, adjoint du shérif Johnson
- Karl Swenson (VF : Émile Duard) : le prétendu « révérend » Hoskins incarcéré
- William Mims (en) : le premier policier qui arrête Jack dans le bar
- Martin Garralaga : le vieil homme dans le bar latino
- Lalo Ríos : un prisonnier

Et, parmi les acteurs non crédités :
- Bill Bixby (VF : Philippe Mareuil) : le pilote de l’hélicoptère
- George Keymas : un policier
- Harry Lauter : un policier dans le canyon
- Bill Raisch (VF : Marcel Lestan) : Pochado, le manchot bagarreur
- Dan Sheridan : Glynn, le policier amateur de BD
- Vince St. Cyr : un prisonnier Navajo qui s'évade
- Stuart Wade : un agent au poste de police
- Charles Wagenheim : un prisonnier vagabond
- Dan White : un prisonnier

## Production

### Genèse
Kirk Douglas s'est totalement investi dans ce film, qu'il a produit avec sa société « Joel Production » et réalisé en grande partie, étant insatisfait du travail du réalisateur David Miller.

### Scénario
Selon Kirk Douglas : 

« Seuls sont les indomptés est mon film préféré. Le thème de l'individu broyé par la société me fascine. […] Il s'agissait d'un cow-boy moderne qui vit toujours selon le code moral du Far West américain. […] J'ai eu tout de suite envie d'en tirer un film. […] Mon excellent ami Dalton Trumbo finit par écrire le scénario. J'ai joué dans soixante-quinze films, j'en ai produit beaucoup et j'ai entendu parler de plus de films encore, mais, à ma connaissance, c'est la seule fois où un scénariste a écrit du premier coup un scénario parfait : un premier jet, et aucune révision. Autre avantage, Edward Abbey apprécia le scénario. Il eut même l'élégance de dire qu'il le trouvait meilleur que son livre, notamment en ce qui concerne les dialogues. Mais il préférait son titre. »

Kirk Douglas voulait intituler le film The Last Cowboys, mais Universal imposa Lonely are the brave. « Aujourd'hui encore, je n'en comprends pas bien la raison, explique-t-il. Souvent on me dit : 'ah, jaime beaucoup.. euh... comment s'appelle ce film  ? Celui où vous fuyez à cheval dans la montagne ?' Le film est resté vivant dans leur mémoire, mais pas son titre. ».

### Attribution des rôles

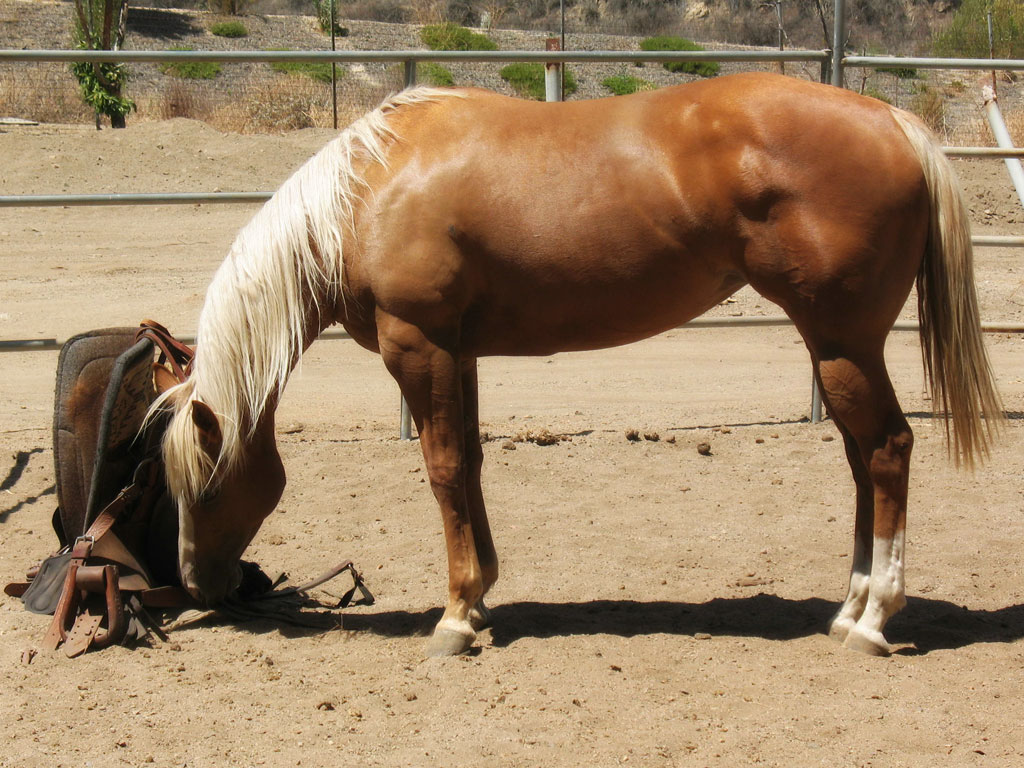
Une jument à la robe palomino de l'American Quarter Horse Association.

Pour Kirk Douglas : « La distribution était également parfaite. Nous voulions une ambiance réaliste, presque documentaire. L'image en noir et blanc. Gena Rowlands joue le rôle de la femme dont je suis amoureux, la femme de mon meilleur ami qui a été mis en prison… […] Elle était superbe. Walter Matthau était extraordinaire dans le rôle du shérif lancé à ma poursuite… […] Maintenant encore, je rencontre des gens qui me disent avoir appelé leur cheval Whisky, en souvenir de la magnifique jument [à la robe] palomino que je montais dans le film ».
L'acteur Bill Raisch jouera de 1963 à 1967 le célèbre manchot meurtrier de la série télévisée Le Fugitif que le docteur Richard Kimble poursuivra inlassablement pour prouver son innocence.
L'acteur Bill Bixby, dans le rôle secondaire du pilote de l'hélicoptère, deviendra par la suite le héros de la série télévisée L'Incroyable Hulk, une longue saga télévisuelle (séries et téléfilms de 1977 à 1990) qui s'inspire entre autres de la série Le Fugitif.

### Tournage
Les scènes extérieures ont été tournées à Albuquerque, au monts Sandia, au Tijeras Canyon et à Kirtland Field au Nouveau-Mexique.

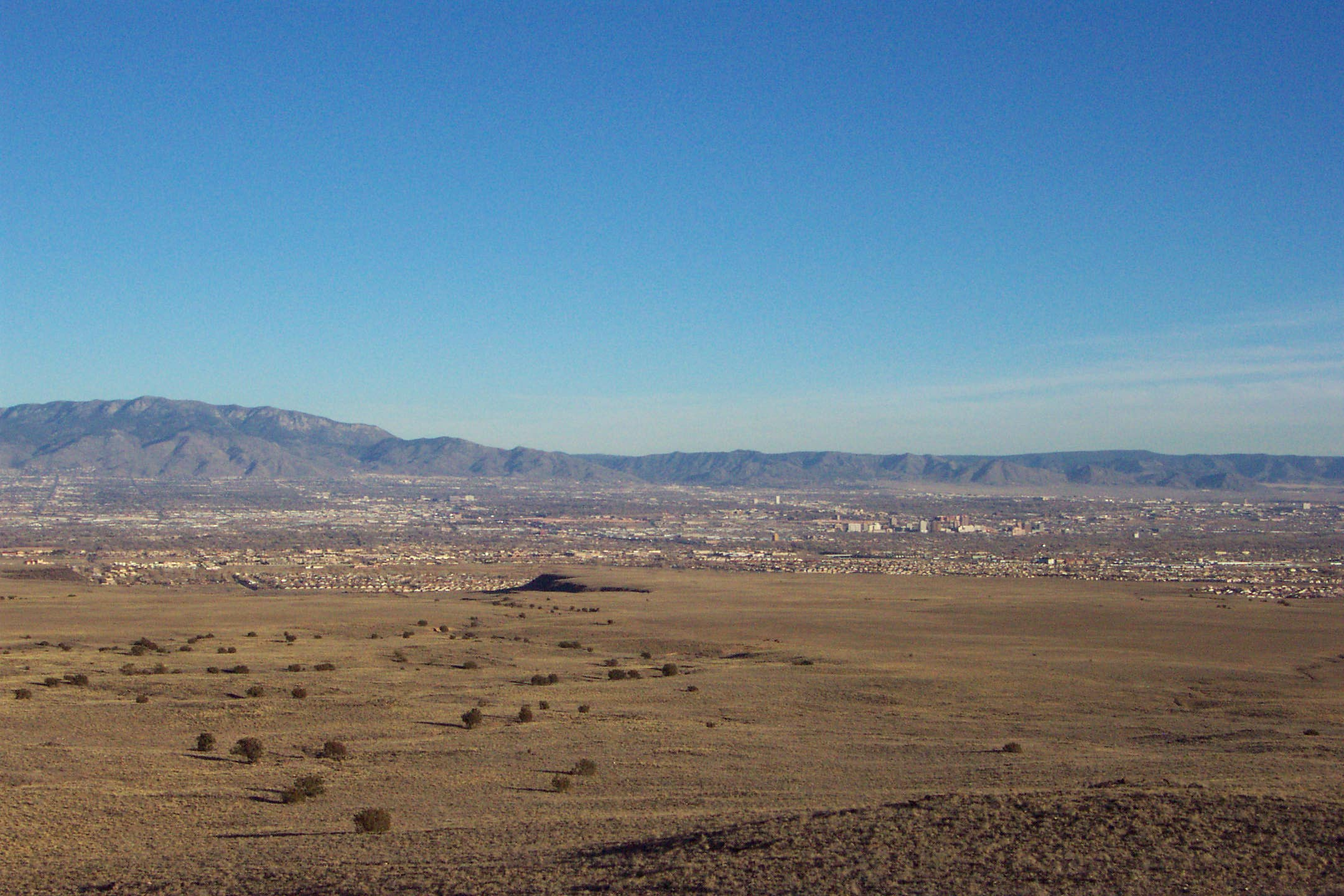
La ville Albuquerque vue depuis la mesa ouest, les monts Sandia à l'arrière-plan.
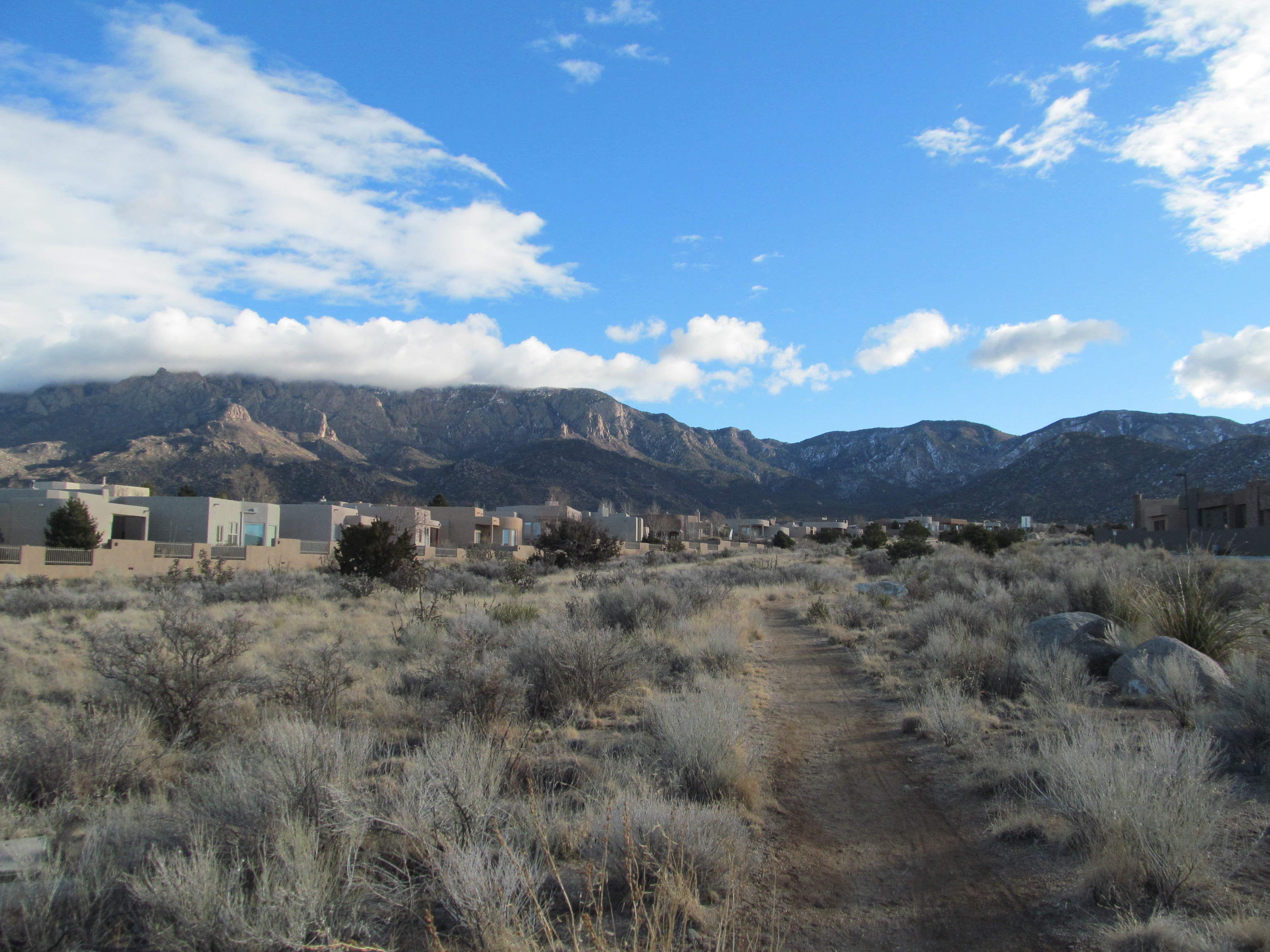
Les monts Sandia, vues depuis Albuquerque.
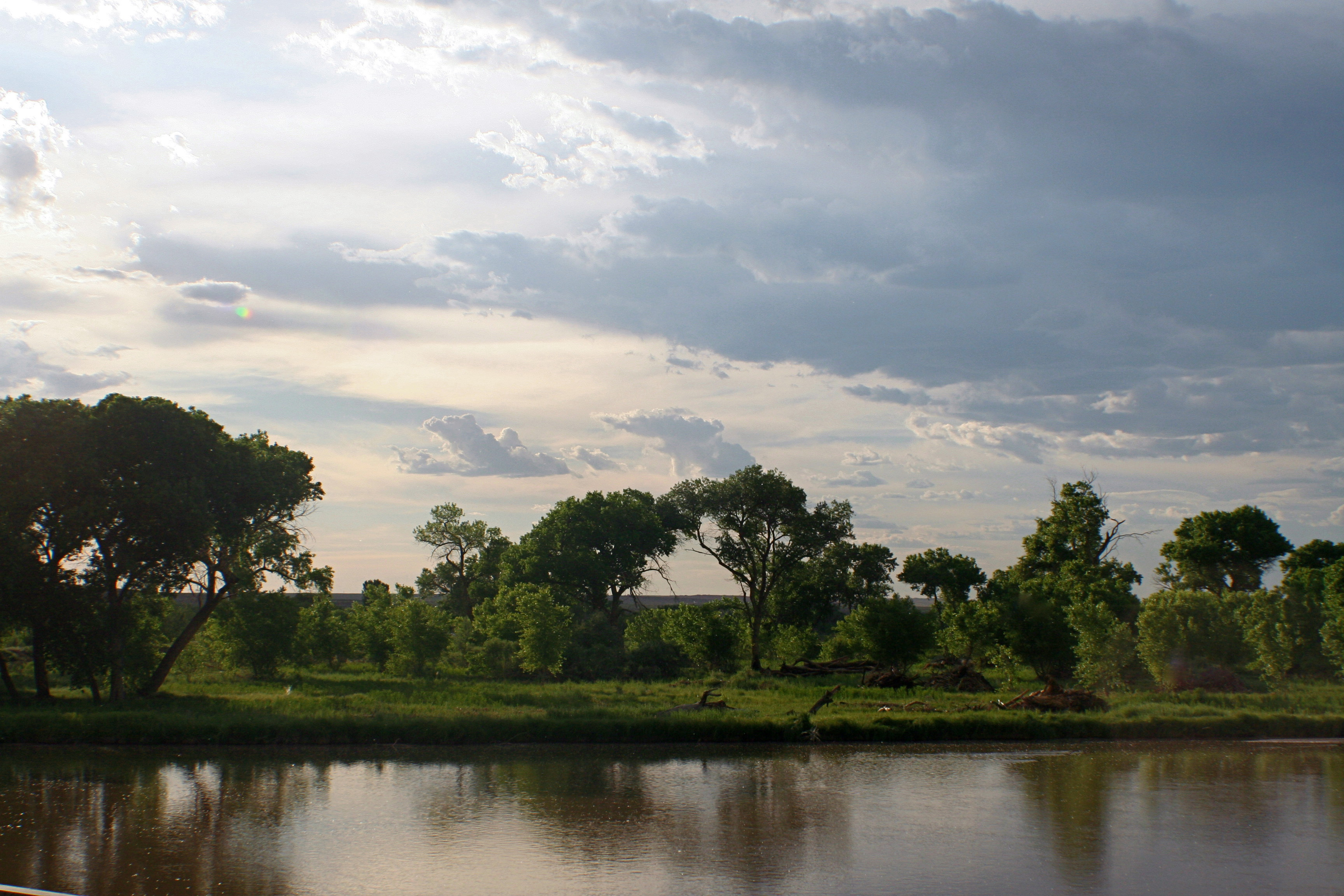
Le fleuve Río Grande, près d'Albuquerque.
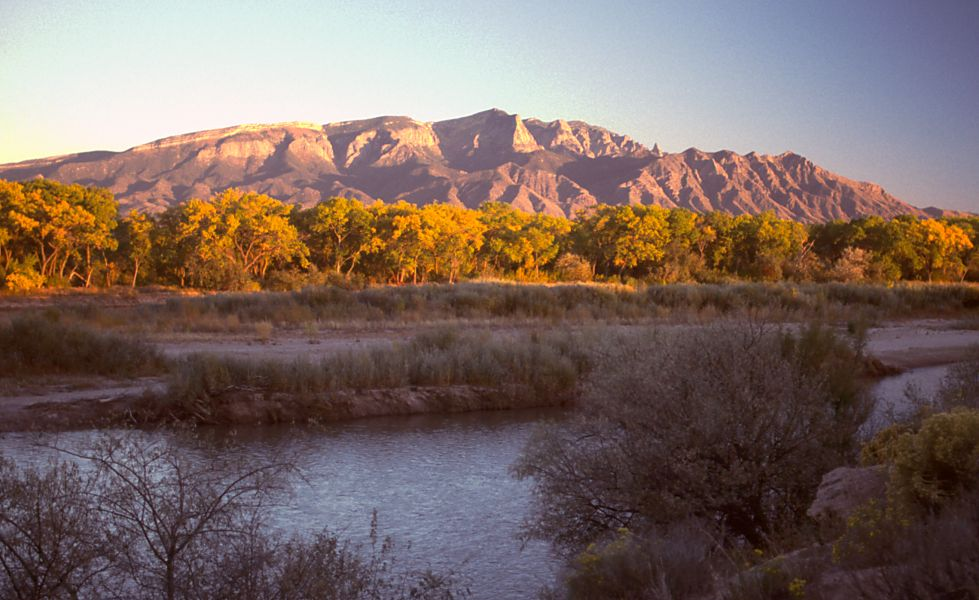
Le Río Grande au premier plan, les monts Sandia à l'arrière-plan.

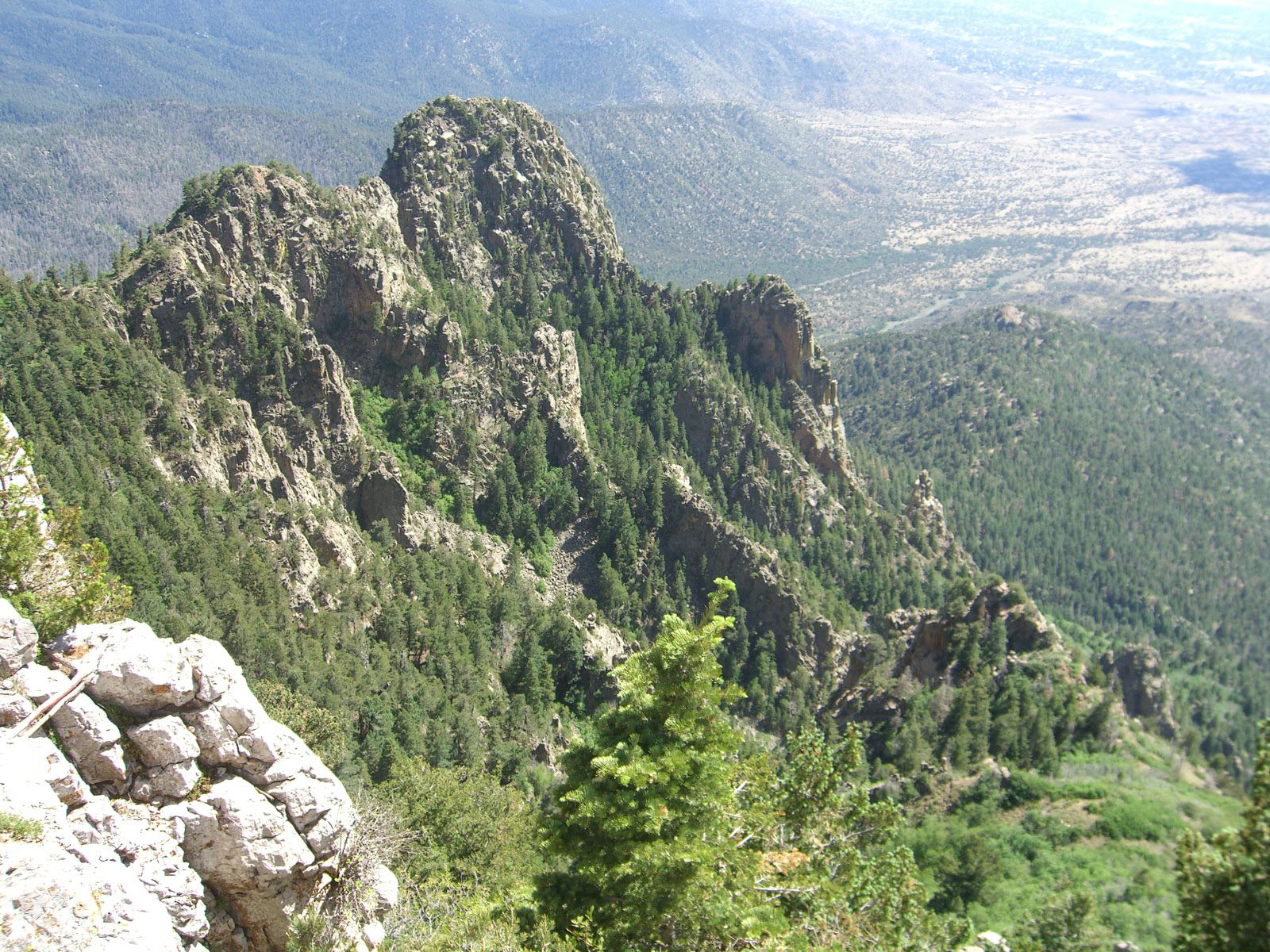
Un pic des monts Sandia.
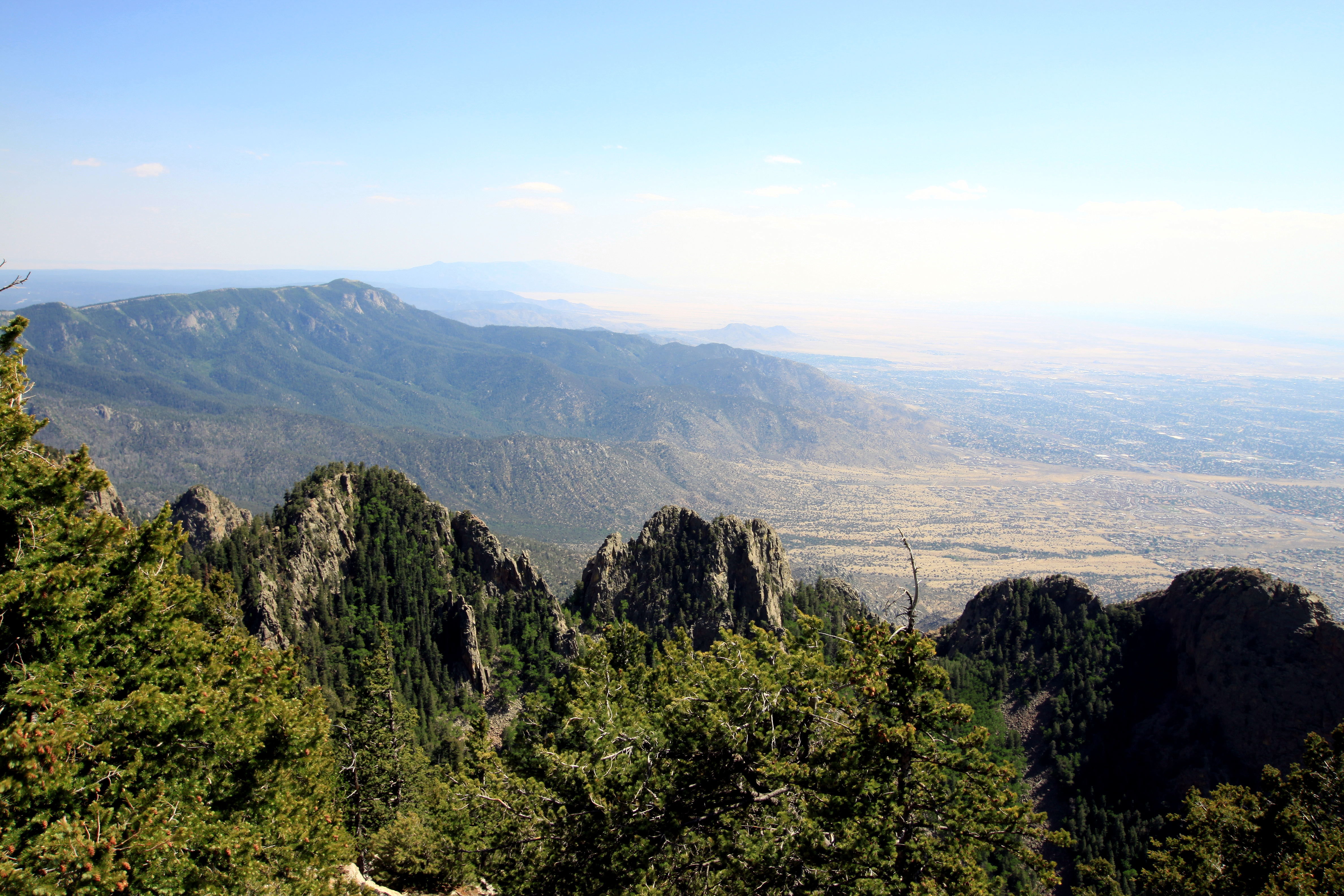
La chaîne de crêtes des monts Sandia.
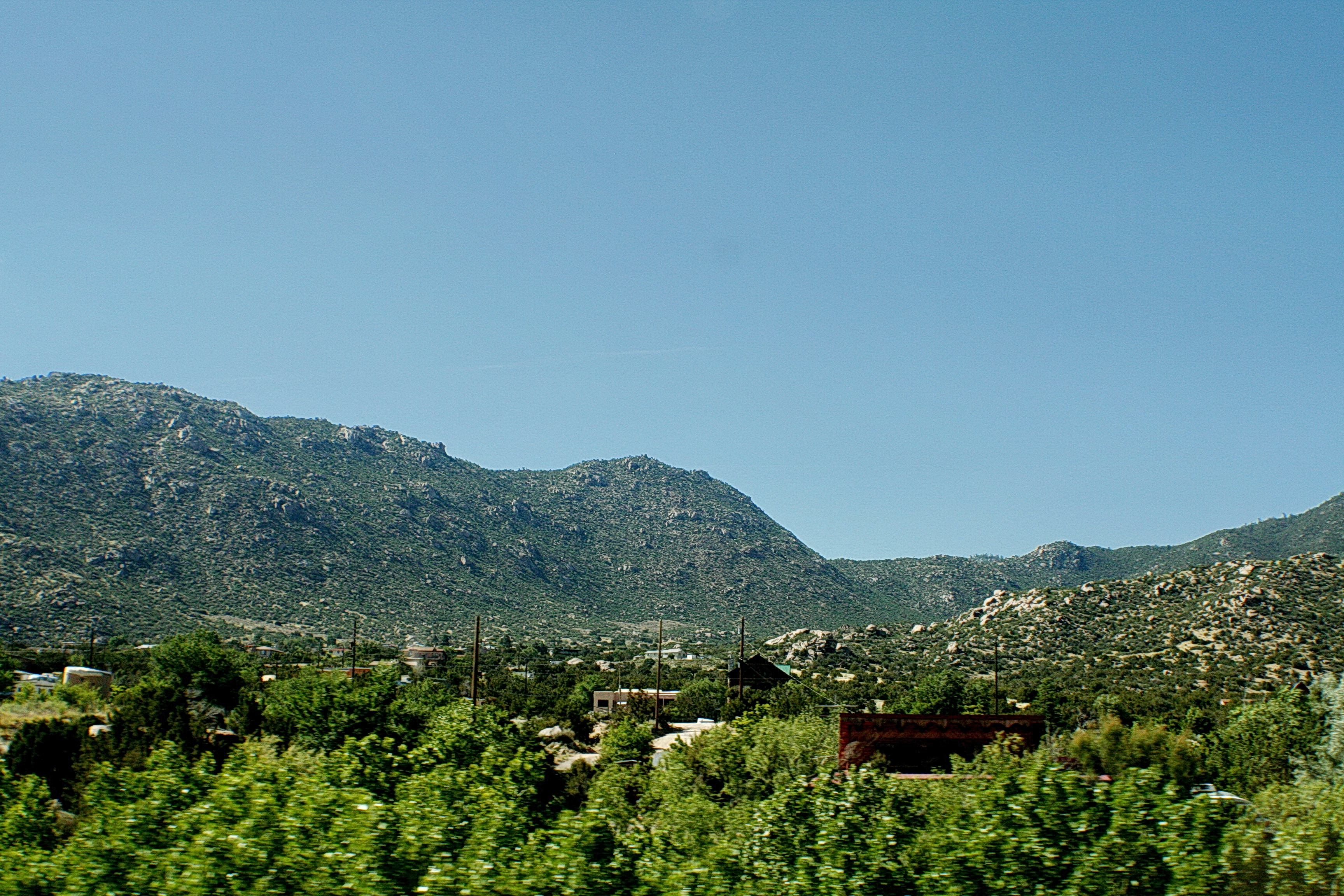
Le Tijeras Canyon.

## Accueil critique
Seuls sont les indomptés rencontre un accueil critique majoritairement positif. Sur le site agrégateur de critiques Rotten Tomatoes, le film obtient un score de 93 % d'avis favorables, sur la base de 14 critiques collectées et une note moyenne de 8,30/10.
Pour le critique George Perry de la BBC : « L'interprétation est forte. Matthau et Gena Rowlands sont particulièrement marquants. Mais c'est le film de Douglas. C'est un grand acteur de cinéma qui s'impose par sa présence et  crédibilité dans le rôle d'un homme qui veut rester libre. Le réalisateur David Miller n'a jamais rien fait de mieux et, bien qu'il ne soit pas au top du box-office, ce film est considéré comme l'un des classiques des années 1960 ».
Pour le critique Jay Seaver du site eFilmCritic : « Le prologue de Seuls sont les indomptés est vraiment fantastique. […] Dans un champ, un cow-boy s’accorde un petit somme avec son chapeau baissé sur ses yeux. Cela pourrait être une scène sortie de n’importe lequel de centaines de westerns, sauf que lorsqu’il soulève son chapeau, il voit dans le ciel des traînées blanches laissées par des avions indiquant que nous sommes dans le monde contemporain et pas au XIXe siècle. […] Miller achève le film avec une image presque aussi iconique que celle du début, sans avoir commis le moindre faux pas entre les deux. Hormis d’être le film préféré de Douglas, Seuls sont les indomptés est autant un affectueux et clairvoyant panégyrique sur l’Ouest américain qu'un très passionnant film de poursuite ».

## Distinctions

### Récompenses
- Laurel Awards 1963 : prix de la meilleure interprétation (3e place) pour Kirk Douglas.
- Motion Picture Sound Editors 1963 : prix des meilleurs effets sonores et bruitages dans un film (partagé avec Les Révoltés du Bounty de Lewis Milestone).

### Nomination
- British Academy Film Awards 1963 : nomination au BAFTA du meilleur acteur pour Kirk Douglas.

## Analyse
La caméra de David Miller (ou peut-être celle de Kirk Douglas) filme avec âpreté, en noir et blanc épurés, la quête utopique de liberté de Jack dans le monde moderne, quitte à ce qu'il ne lui reste à vivre qu'une éternelle solitude. Son ascension vers les sommets lumineux des monts Sandia est très symbolique comme en témoignent les différents professionnels et critiques de cinéma dans le documentaire Une parabole moderne. Progressant dans une splendide nature, aride et généreuse à la fois, ses quelques rencontres seront amicales avec la faune sauvage et agressives avec les hommes.
Kirk Douglas déclare que c'est son film préféré de tous ceux dans lesquels il a joué. Les seules scènes de répit sont ses retrouvailles avec son amour d'autrefois interprété par Gena Rowlands, véritable incarnation de la Tempérance. Walter Matthau joue les chœurs prophétiques de ce film plus proche de la tragédie antique que du western.

## Éditions vidéo
- Seuls sont les indomptés (Lonely Are the Brave), Calysta et SGGC, coll. « Western de légende », 2007, 1 DVD zone 2, version restaurée (image et son), Dolby Digital, 144 min, bonus inclus  (EAN 3333297474023) [présentation en ligne] Édition spéciale incluant la présentation du film par Bertrand Tavernier et le documentaire Une parabole moderne (analyse par différents  professionnels du cinéma)
- Combo DVD/Blu-ray édité par Sidonis-Calysta, 26 juin 2020, avec en complément une présentation du film par Bertrand Tavernier, une analyse croisée du film par plusieurs universitaires et historiens du cinéma, et une interview de Kirk Douglas.